# تود ستيفنز (مخرج)
تود ستيفنز (بالإنجليزية: Todd Stephens)‏ هو مخرج أمريكي، ولد في 1950.

## وصلات خارجية
- تود ستيفنز على موقع IMDb (الإنجليزية)
- تود ستيفنز على موقع ألو سيني (الفرنسية)
- تود ستيفنز على موقع أول موفي (الإنجليزية)
- تود ستيفنز على موقع قاعدة بيانات الأفلام السويدية (السويدية)
- تود ستيفنز على موقع قاعدة بيانات الفيلم (الإنجليزية)
- تود ستيفنز على موقع كينوبويسك (الروسية)